# Янош Кемені
Янош Кемені (також Янош Кемень або Янош Кеминь; угор. Kemény János; *14 грудня 1607, Бікіш — †23 січня 1662, Данеш) — угорський аристократ і письменник, Великий князь Семигорода.
Янош Кеминь походив зі знатної мадярської семигородської родини, займав різні політичні та військові посади в Семигородському князівстві під час правління Габора Бетлена і Дьордя II. За Дьордя II він став головним радником князя і провідником військових кампаній у Молдові в 1653 році та Польщі в 1657 році, остання з яких мала на меті заволодіння польською короною для Дьордя II. Турки настійно опиралися польським амбіціям Дьердя II та забороняли будь-яку військову акцію проти Польщі. Незалежно від турків, Кеминь також виступав проти непродуманої польської авантюри князя, і неохоче взяв на себе керівництво кампанією, що закінчилася поразкою; армію Кемені, покинута напризволяще шведськими союзниками, капітулювала перед поляками під Чорним Островом, і пізніше під Теребовлею її взяли в полон союзники Польщі й Туреччини, кримські татари.
Кеминь провів у татарському полоні два роки, поки у серпні 1659 року не був випущений після виплати величезного викупу. Під час свого полону в Бахчисараї він написав свою Автобіографію (угорською мовою), один з найчудовіших шедеврів семигородської літератури 17-го сторіччя.
Коли він повернувся до Семигорода, то знайшов країну, розвалену амбіціями Дьордя II, що не хотів зректися влади, череди претендентів на престол і помстою Туреччини за несанкціоновану військову кампанію. Кеминь розумів, що вторгнення у Семигород з боку турків і їхніх союзників кримських татар означають кінець автономії Семигорода, яку він вирішив захистити за допомогою Габсбургів.
Сейм Семигорода обрав Кеминя князем 1 січня 1661 року, після того, як Акош Барчаї, якого підтримували турки, був вимушений зректися влади. У квітні 1661 семигородський сейм проголосив відділення князівства від Оттоманської Імперії й звернувся за допомогою до Відня. Своєю чергою, велика турецько-татарська армія напала на Семигород в червні, завдавши поразки армії Кеминь та витіснивши його до Королівської Угорщини. Турки посадили на семигородський трон Міхая Апафі. Кеминь, за підтримки австрійського генерала Монтекукколі, повернувся до Семигорода на початку вересня 1661 року. Проте австрійська армія невдовзі його покинула і Кеминь загинув у битві з турками коло Надьселеша.